# Zefiro
Le Zefiro est une famille de trains à grande vitesse conçue par la société Bombardier, désormais commercialisés par le constructeur italo-japonais Hitachi Rail Italy (Zefiro V300 / ETR 1000) et le constructeur français Alstom (Zefiro Express),. Cette architecture a pour but de permettre la circulation de trains jusqu'à 380 km/h, suivant la tendance de ses concurrents.
Le Zefiro a été conçu pour être adapté aux voyages transfrontaliers entre différents courants utilisés en traction ferroviaire électrique : 1,5 et 3 kV continu d'une part, 15 et 25 kV alternatif d'autre part. Quatre versions sont proposées : Le Zefiro 250, le Zefiro 300, le V300 Zefiro, et le Zefiro 380 pouvant circuler à 380 km/h.
En 2021, à la suite du rachat de la compagnie par Alstom et à la demande de la Commission européenne, les trains à grande vitesse de la série V300 Zefiro en Espagne (Ilsa) et Frecciarossa 1000 ou ETR 1000 en Italie (Trenitalia) sont commercialisés uniquement par Hitachi Rail Italy,. 
Le constructeur français Alstom conserve la commercialisation des Zefiro Express de Bombardier.

## Zefiro 250
Le ministère chinois des chemins de fer (MOR) a commandé en octobre 2007, 40 trains de nuit Zefiro 250 à Bombardier Sifang (Qingdao) Transportation. Ils sont assemblés à Qingdao et dénommés CRH1 en Chine.
Ce sont les premiers trains de nuit à grande vitesse. Chaque train de 16 voitures comporte 16 suites luxueuses, 480 places en cabines standard et 122 sièges.
 (février 2015).
En août 2010, le MOR a commandé 40 nouveaux trains de 604 places pour des services conventionnels. Livraisons prévue de septembre 2010 à mai 2011.

## Zefiro V300
Cette variante proposée par Bombardier et AnsaldoBreda, a été retenue par Trenitalia sous le nom ETR 1000 contre l'offre d'Alstom, lors de l'appel d'offres pour 50 nouveaux trains à grande vitesse le 5 août 2010. Le contrat est de 1,2 milliard d'euros et le TAGV a été baptisé Frecciarossa 1000.

## Zefiro 380
À la fin de septembre 2009, Bombardier Sifang (Qingdao) Transportation, filiale conjointe de Bombardier et de CSR Sifang Locomotive and Rolling Stock, a signé un contrat d'approvisionnement de 80 trains Zefiro 380 avec le ministère chinois des Chemins de fer : 20 rames à 8 voitures de 215 m de long pour 664 passagers et 60 rames à 16 voitures de 428 m de long pour 1336 passagers. L'enveloppe totale du projet s'élève à 27,4 milliards de Yuan soit environ 4 milliards USD et la part de Bombardier est d'environ 2 milliards USD. Livraison prévue entre 2012 et 2014
Le 3 septembre 2010, il a atteint 486 km/h, établissant ainsi le record de vitesse des trains de série non-modifiés